# Pueblo Viejo
Pueblo Viejo – miasto w Kolumbii, w departamencie Magdalena.